# Soyouz TMA-20M
Soyouz TMA-20M est une mission spatiale dont le lancement a été effectué le 18 mars 2016 à 21:26 UTC. Elle transporte trois membres de l'Expédition 47 vers la station spatiale internationale (ISS). C'est le 127e vol orbital habité d'un vaisseau Soyouz et le dernier vol prévu de la version TMA-M de ce vaisseau.
L'amarrage à l'ISS a été réalisé le 19 mars à 3:10 UTC

## Équipage
- Commandant : Aleksey Ovchinin (1),  Russie
- Ingénieur de vol 1 : Oleg Skripotchka (2),  Russie
- Ingénieur de vol 2 : Jeffrey Williams (4),  États-Unis

## Équipage de réserve
- Commandant : Sergueï Ryjikov (0),  Russie
- Ingénieur de vol 1 : Andreï Borissenko (1),  Russie
- Ingénieur de vol 2 : Shane Kimbrough (1),  États-Unis

Le chiffre entre parenthèses indique le nombre de vols spatiaux effectués par l'astronaute, Soyouz TMA-20M inclus.